# هايدن ديفيز
هايدن ديفيز (بالإنجليزية: Haydn Davies)‏ (23 أبريل 1912 في المملكة المتحدة - 4 سبتمبر 1993 في المملكة المتحدة) هو لاعب كريكت بريطاني. لعب مع نادي مقاطعة غلاموركن للكريكت ‏ ونادي مارليبون للكريكت ‏.

## وصلات خارجية
- هايدن ديفيز على موقع إي آس بي آن كريك إنفو (الإنجليزية)